# 滝鼻卓雄
滝鼻 卓雄（たきはな たくお、1939年8月14日 - ）は、日本の新聞記者、実業家。株式会社読売新聞グループ本社相談役、株式会社読売巨人軍最高顧問。
株式会社読売新聞東京本社社長、株式会社読売巨人軍オーナー、学校法人慶應義塾評議員などを歴任した。

## 人物

### 生い立ち
東京府（現・東京都）出身。東京都立西高等学校、慶應義塾大学法学部政治学科卒業。大学在学中、新聞研究所（現・メディアコミュニケーション研究所）に所属し、マスコミュニケーションを学ぶ。

### 読売新聞社
1963年4月、読売新聞社入社。社会部中心に記者として活動する。
2004年8月、明治大学・一場靖弘投手（後に楽天→ヤクルト）を巡る裏金事件で引責辞任した渡邉恒雄オーナーに代わり、第4代目の読売ジャイアンツオーナーに就任。ポスト渡邉をめぐって内山斉とライバル関係にあるとみられたが、親会社である読売新聞グループ本社などの役員を退任し、オーナー職に専念する形となった。

### 読売ジャイアンツ
巨人オーナー就任後は積極的にメディアに登場している。選手間で怪我人が続出した時には「東京ドームの屋根を取り払って天然芝の球場にしたい」などのファンの意見も取り入れた発言も行っている。
2011年3月11日に発生した東北地方太平洋沖地震（東日本大震災）後、セ・リーグは全球団連名で「開催にあたっては原発問題、消費電力問題を含めて、政府、監督官庁などの指示に全面的に従っていきます」と発表した。しかし、蓮舫節電啓発担当相がセ・リーグの3月29日開幕の見直しを求めたことに対して滝鼻は3月22日に「開幕はお上（政府）が決めることじゃない」と不快感を示した。
2011年6月7日、読売ジャイアンツオーナーを退任し、最高顧問に就任。

## 読売新聞入社後の略歴
- 1963年 - 読売新聞社入社
- 1990年 - 社会部長兼法務室長就任
- 1996年 - 総務局長就任
- 1998年 - 取締役社長室長就任
- 2002年 - 読売新聞グループ本社取締役、読売新聞東京本社専務取締役総務・広報担当就任
- 2003年 - 読売新聞東京本社取締役副社長・編集主幹就任
- 2004年 - 読売新聞東京本社代表取締役社長・編集主幹就任
- 2004年8月13日 - 読売ジャイアンツ取締役オーナー就任
- 2007年 - 読売新聞東京本社代表取締役会長就任
- 2009年 - 読売新聞グループ本社相談役、読売ジャイアンツ代表取締役オーナー就任
- 2011年 - 読売ジャイアンツ取締役最高顧問就任

## 家族
2011年1月現在、息子の滝鼻太郎も社会部次長として読売新聞社に勤務している。

## 著書
- 記者と権力（2017年・早川書房）
- 法律記事の新しい読み方（1983年・ぎょうせい）

## 関連人物
- 正力亨
- 原辰徳
- 堀内恒夫